# Victoria Risk
Victoria Risk (Contea di Cedar, 27 settembre 1915 – Contea di Orange, 22 settembre 1992) è stata un'attrice statunitense.

## Filmografia parziale
- Dragnet - serie TV, episodio 7x32 (1958)
- Un rantolo nel buio (A Reflection of Fear), regia di William A. Fraker (1973)